# 반파쿠 기념공원

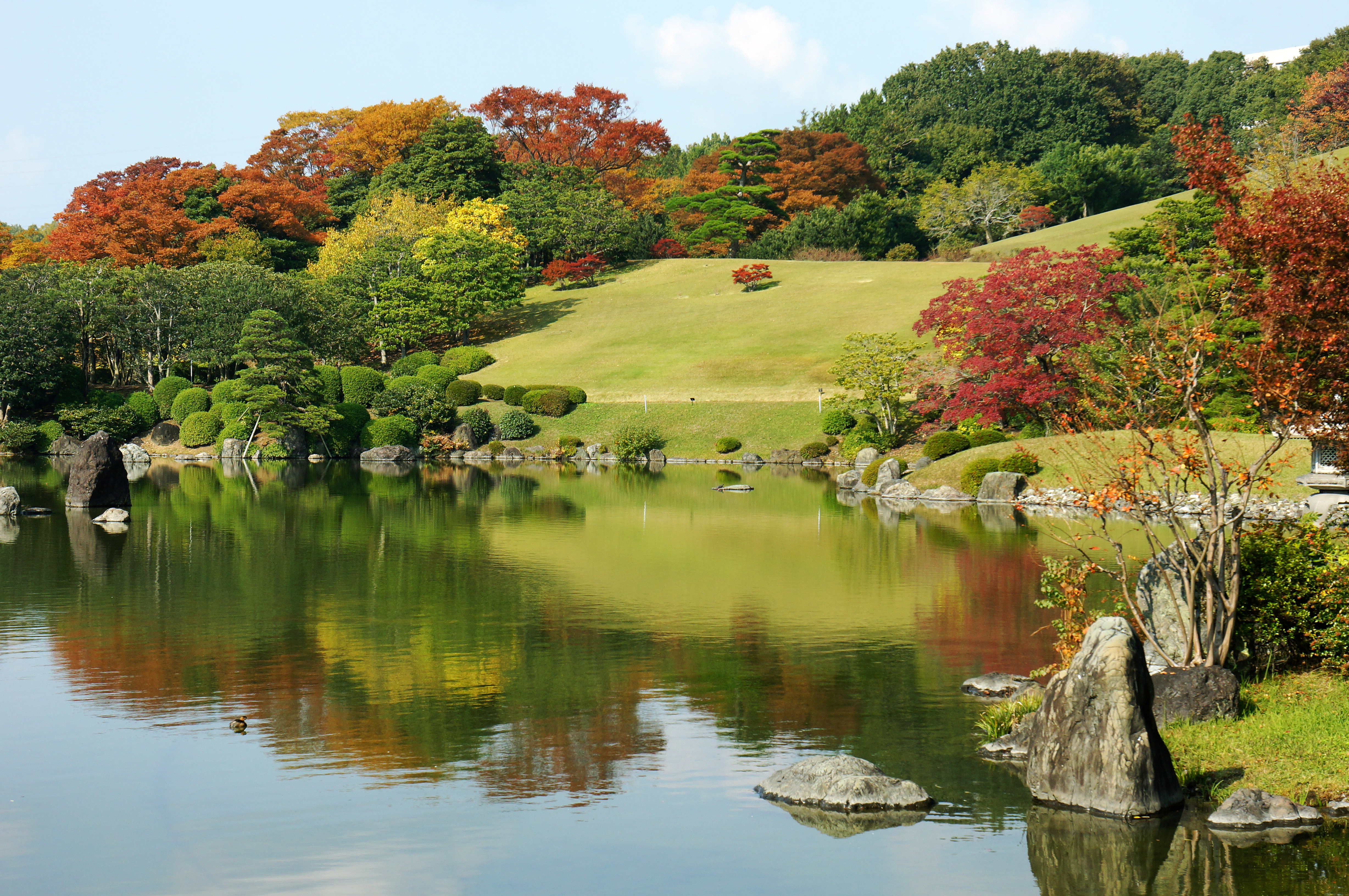
반파쿠 기념공원

반파쿠 기념공원, 또는 만박기념공원(일본어: 万博記念公園)은 일본 만국 박람회의 철거지를 정비한 공원이다. 간단히 줄여서 반파쿠 공원(만박 공원)이라고도 하며 정식 명칭은 일본 만국박람회 기념공원(일본어: 日本万国博覧会記念公園)이다. 오사카의 도심에서 약 15km 북쪽에 있다. 광장, 스포츠 시설, 문화 시설이있다. 총 부지 면적은 264 헥타르로 한신 고시엔 구장의 약 65배 규모에 해당한다. 1972년 3월 15일 일본 만국 박람회 공개 2주년 때 엑스포랜드와 자연문화원의 제1기 및 일본 정원 · 오사카 일본 민예관 등을 공개하고 개원한다. 그 후, 자연문화원이 제3기로 나누어 정비 · 공개되고 국립 민족학 박물관이 개설되는 반면, 엑스포랜드 등은 개원 후 폐쇄된 시설도 있다.

## 같이 보기
- 반파쿠키넨코엔역 (오사카부)